# رقابة الشركات
رقابة الشركات هي الرقابة من قبل المؤسسات التجارية. تحدث عند قيام متحدث باسم الشركة أو صاحب عمل أو شريك عمل بفرض العقوبات على خطاب متحدّث ما عن طريق التهديد بالخسارة النقدية أو فقدان الوظيفة أو فقدان الوصول إلى السوق التجارية. توجد في العديد من الصناعات المختلفة.

## حسب القطاع

### التجارة الإلكترونية والتكنولوجيا
عادة ما تكون رقابة الشركات في التجارة الإلكترونية وصناعة التكنولوجيا هي الحظر الصريح أو الضمني أو الإلغاء لمواد معينة من قبل شركة تكنولوجيا للمنتج الذي تقدمه. في وقت سابق من عام 2018، ذكرت بلومبرغ أن غوغل وأمازون متورطون في قضية رقابة روسية لشركة روسية تدعى تلغرام. بعد محاولة جهاز الأمن الفيدرالي للاستخبارات الروسية الوصول إلى الرسائل الإرهابية على تلغرام، وهي خدمة مراسلة في روسيا تحوي 15 مليون مستخدم، حُظر التطبيق من قبل محكمة موسكو. في أبريل 2018، شُكرت أبل وغوغل وأمازون ومايكروسوفت من قبل مؤسس تلغرام على «عدم المشاركة في الرقابة السياسية». قيل إنه شُكرت غوغل وأمازون لأنهما من المرجح انخراطهم بتقنية مواجهة نطاق الإنترنت (Domain Fronting)، وهي تقنية يتم التحايل فيها على رقابة الإنترنت. ومع ذلك، تغيّرت الأمور فيما بعد إذ أبطلت غوغل وأمازون تقنية مواجهة النطاق وساعدتا في محاولات الرقابة الروسية.

## الإنترنت
لا تنطبق الحماية الدستورية وغيرها من أشكال الحماية القانونية التي تحظر أو تحد من الرقابة الحكومية على الإنترنت في بعض البلدان بشكل عام على الشركات الخاصة. قد تختار الشركات طواعية تقييد المحتوى الذي توفره أو تسمح للآخرين بجعله متاحًا على الإنترنت. أو قد تُشجَّع الشركات عبر الضغط الحكومي أو بموجب القانون أو أمر المحكمة لإزالة أو تقييد الوصول إلى الإنترنت للمحتوى الذي يعتبر فاحشًا (بما في ذلك استغلال الأطفال إباحيًا) أو ضارًا بالأطفال أو تشهيريًا أو يشكل تهديدًا للأمن القومي أو المشجع لأنشطة مثل لعب القمار والدعارة وسرقة الملكية الفكرية وخطاب الكراهية والتحريض على العنف.
الشركات التي توفر الوصول إلى الإنترنت لموظفيها أو عملائها أو طلابها أو أعضائها ستحد في بعض الأحيان من هذا الوصول في محاولة للتأكد من استخدام الإنترنت فقط لأهداف الشركة. يمكن أن يشمل ذلك برنامجًا للتحكم في المحتوى للحد من الوصول إلى المحتوى الترفيهي في بيئة العمل والتعليم والحد من الخدمات ذات النطاق الترددي العالي (أو عالية السرعة) في أماكن العمل ذات الخطوط عالية التكاليف. تقوم بعض المؤسسات أيضًا بحظر خدمات البريد الإلكتروني الخارجية كإجراء وقائي، وتبدأ عادةً انطلاقًا من المخاوف المتعلقة بأمن الشبكة المحلية أو المخاوف من إمكانية استخدام البريد الإلكتروني عن قصد أوعن غير قصد للسماح للأسرار التجارية أو غيرها من المعلومات السرية بالهروب.
قد تُمارس بعض مواقع الويب التي تسمح بمساهمة المستخدمين في المحتوى سياسة الرقابة الذاتية من خلال اعتمادها سياسات حول كيفية استخدام موقع الويب وعبر الحظر أو شرط الحصول على موافقة مسبقة من المحررين للمستخدمين الذين لا يتبعون سياسات الموقع.
في عام 2007، حاولت فرايزون منع مجموعة حقوق الإجهاض «أن إيه آر إيه أل» برو-تشويس أميركا من استخدام خدمات المراسلة النصية الخاصة بهم للتحدث إلى مؤيديهم. تدعي فيرزون أنها كانت تهدف لفرض سياسة تمنع زبائنها من استخدام خدمتهم في التواصل برسائل «مثيرة للجدل» أو «غير الآمنة». اتُهمت أيضًا كلّ من كومكاست وتي وإيه تي والعديد من مزودي خدمة الإنترنت الآخرين «آي أس بّيز» بالتحكم بحركة المرور على الإنترنت وعرض الحزمة.
في فبراير 2008، دَفَعت دعوة قضائية على بنك جوليوس باير ضد ويكيليكس محكمة الولايات المتحدة المحلية للمنطقة الشمالية من كاليفورنيا إلى إصدار أمر قضائي دائم ضد مسجل اسم نطاق لموقع ويكيليكس. وكانت النتيجة أنه لم يُستطاع الوصول إلى موقع ويكيليكس من عنوان الويب الخاص به. أثارت اتهامات الرقابة هذه وأسفرت عن وقوف مؤسسة الحدود الإلكترونية للدفاع عن ويكيليكس. بعد جلسة استماع لاحقة، رُفِع الأمر الزجري.

في 1 ديسمبر 2010، قطعت أمازون دوت كوم موقع ويكيليكس بعد 24 ساعة من التواصل معهم من قبل موظفي جو ليبرمان، رئيس لجنة مجلس الشيوخ الأمريكي للأمن الداخلي. في بيان قال ليبرمان: 
«قرار أمازون بقطع ويكيليكس الآن هو القرار الصائب ويجب أن يُصبح معيارًا للشركات الأخرى التي تستخدمها ويكيليكس للتوزيع غير القانوني للمواد المستولى عليها. أدعو أي شركة أو مؤسسة أخرى تستضيف ويكيليكس لإنهاء علاقتها بها على الفور«.
يقول المحامون الدستوريون إن هذه ليست قضية متعلقة بالتعديل الأول للدستور لأن أمازون، باعتبارها شركة خاصة، لها الحرية في اتخاذ قراراتها الخاصة. وافق كيفن بانكستون، المحامي في مؤسسة الحدود الإلكترونية، على أن هذا ليس انتهاكًا للتعديل الأول لكنه قال إنه ومع ذلك مخيب للآمال. «من المؤكد أنّ هذا يورّط حقوق التعديل الأول إلى الحد الذي قد يؤدي فيه مستضيفو الويب، بالضغط المباشر أو غير الرسمي، إلى تقييد المواد عن الناس الأمريكيين الذين لديهم الحق في الوصول لها حسب التعديل الأول.»
إينوم، مُسجِّلة أسماء نطاقات خاصة وشركة استضافة ويب تعمل في الولايات المتحدة، تُعطل أسماء النطاقات التي تظهر في القائمة السوداء لوزارة المالية للولايات المتحدة.
في يناير 2007، حصلت شركة إيلي ليلي وشركاؤه على أمر تقييدي من محكمة الولايات المتحدة المحلية يحظّر الناشطين في حركة الناجين النفسيين من نشر روابط على مواقعهم الإلكترونية لمستندات مسربة للعيان تزعم أنّها تُظهر شركة إيلي ليلي وشركاؤه بأنّها تحجب معلومات عمدًا حول الجانب المميت للآثار الجانبية لدواء زيبركسا. ناشدت مؤسسة الحدود الإلكترونية هذا باعتبارها قيود (أو رقابة) مسبقة على حق نشر الوثائق، قائلة إن المواطنين الصحفيين يجب أن يتمتعوا بنفس حقوق التعديل الأول بما يشابه وسائل الإعلام الرئيسية. واعتُقد في وقت لاحق أن القرار لم يكن قابلًا للتنفيذ، وبذلك رُفضت ادعاءات التعديل الأول.
قد تستخدم المدارس والمكتبات مُرشِّحات (أو فلترات) الإنترنت لحظر المواد التي تعتبر غير مناسبة للمدرسة أو المكتبة أو غير المناسبة للأطفال، بما في ذلك المواد الإباحية والإعلانات والدردشة والألعاب والشبكات الاجتماعية ومواقع المنتديات على الإنترنت.
يُطلب بموجب «سيبا» من المدارس والمكتبات العامة والخاصة في الولايات المتحدة التي تقبل الأموال من برنامج إي-ريت الفدرالي أو منح «أل أس تي إيه» للوصول إلى الإنترنت أو الاتصالات الداخلية بأن يكون لديها «سياسة أمن للإنترنت وتدابير حماية التكنولوجيا في المكان».
وفقًا للمؤتمر الوطني لمجالس الدولة في سبتمبر 2013:
- هناك 12 ولاية أمريكية لديها قوانين فلترة الإنترنت تسري على المدارس أو المكتبات الممولة من القطاع العام.
- طلبت 14 ولاية من مجالس المدارس أو المكتبات العامة اعتماد سياسات استخدام الإنترنت لمنع القاصرين من الوصول إلى مواد جنسية أو فاحشة أو ضارة جنسيًا.
- تطلب 5 ولايات من مزوّدي خدمات الإنترنت إتاحة المنتج أو الخدمة للمشتركين للتحكم في استخدام الإنترنت.

تُمارس بعض الشركات مستويات أكبر من الرقابة الذاتية في الإصدارات الدولية لخدماتها عبر الإنترنت. هذا هو الحال بشكل خاص في تعاملات هذه الشركات في الصين.

### الشركات الأعداء للإنترنت
نشرت منظمة مراسلون بلا حدود في 12 مارس 2013  تقريرًا خاصًا عن مراقبة الإنترنت. تضمن التقرير قائمة عن «الشركات الأعداء للإنترنت»، هي الشركات التي تبيع المنتجات التي قد تستخدمها الحكومات لانتهاك حقوق الإنسان وحرية المعلومات. «الشركات الأعداء للإنترنت» الخمس المحددات في مارس 2013: إميسيس (فرنسا)، بلو كوت سيستمز (الولايات المتحدة)، غاما (المملكة المتحدة وألمانيا)، هاكينغ تيم (إيطاليا)، وتروفيكور (ألمانيا)، لكن القائمة لم تكن شاملة ومن المرجح أن تُوسّع في المستقبل.